# Claire Bishop
Claire Bishop (1971) is een Britse kunsthistorica, criticus en hoogleraar kunstgeschiedenis aan The Graduate Center, CUNY, New York, waar ze sinds september 2008 lesgeeft. Bishop staat bekend als een van de centrale theoretici omrent deelname aan beeldende kunst en performance. Haar essay uit 2004 getiteld: Antagonism and Relational Aesthetics, dat in October (een kunstmagazine) werd gepubliceerd, blijft een invloedrijke kritiek op de relationele esthetiek. Bishops boeken zijn vertaald en beschikbaar in meer dan achttien talen. Ze levert regelmatig bijdragen aan kunsttijdschriften; met name Artforum en October.

## Levensloop
Bishop groeide op nabij Wales en ging naar de Welshpool High School. Ze behaalde een BA in kunstgeschiedenis aan het St John's College te Cambridge in 1994. Ze voltooide haar M.A. en Ph.D. in kunstgeschiedenis en theorie aan de Universiteit van Essex in 1996 en 2002. Bishop was van 2001 tot 2006 docent kritische theorie aan de afdeling Curating Contemporary Art van het Royal College of Art, Londen, voordat ze van 2006 tot 2008 universitair hoofddocent werd bij de afdeling Kunstgeschiedenis aan de Universiteit van Warwick, Coventry.

## Carrière
Bishops boek Artificial Hells: Participatory Art and the Politics of Spectatorship (2012) is het eerste historische en theoretische overzicht van sociaal geëngageerde participatieve kunst; in de Verenigde Staten staat dit vooral bekend als 'social practice'. Daarin volgt Bishop het traject van de twintigste-eeuwse kunst en onderzoekt zij sleutelmomenten in de ontwikkeling van de participatieve esthetiek. Dit itinerarium bekijkt het futurisme en het dadaïsme; de Situationistische Internationale; happenings in Oost-Europa, Argentinië en Parijs; de Community Arts Movement uit 1970; en de Artists Placement Group. Het concludeert besprekingen van langlopende educatieve projecten van hedendaagse kunstenaars als Thomas Hirschhorn, Tania Bruguera, Paweł Althamer en Paul Chan. Artificial Hells: Participatory Art and the Politics of Spectatorship werd besproken in een breed scala aan publicaties, waaronder Art in America, Art Journal, CAA Reviews (College Art Association), Art Review, Art Monthly, en TDR: The Drama Review. In 2013 won Artificial Hells de Frank Jewett Mather-prijs voor kunstkritiek en de ASAP-boekenprijs.
Bishop is ook de auteur van het korte boek Radical Museology, or, What's Contemporary in Museums of Contemporary Art? (2013), met tekeningen van Dan Perjovschi, vertaald in het Roemeens, Russisch, Koreaans, Spaans en Italiaans.
Haar huidig onderzoek kijkt naar hedendaagse kunst en performance als een manier om de veranderende impact van digitale technologie op aandacht te begrijpen. Een deel van dit onderzoek is gepubliceerd als Black Box, White Cube, Gray Zone: Dance Exhibitions and Audience Attention, TDR (zomer 2018).

## Geselecteerde publicaties

### Boeken
- Installation Art: A Critical History . Londen: Tate, 2005. ISBN 9780415974127
- Artificial Hells: Participatory Art and the Politics of Spectatorship . Londen: Verso, 2012. ISBN 9781844676903
- Radicale museologie, of wat is hedendaags in musea voor hedendaagse kunst? London: Koenig Books, 2013. (ISBN 9783863353643

### Bewerkte volumes
- Participatie. Londen: Whitechapel / MIT Press, 2006. ISBN 9780415974127
- 1968-1989: politieke onrust en artistieke verandering. Samen bewerkt met Marta Dziewanska. Warschau: Museum of Modern Art, 2010.ISBN 9788392404408
- Dubbelagent. Londen: ICA, 2009. ISBN 9781900300582

### Papers
- 'History Depletes Itself' Claire Bishop op Danh Vo in The Danish Pavilion en Punta Della Dogana op de Biënnale van Venetië 2015, Artforum, september 2015
- 'The Perils and Possibilities of Dance in the Museum: Tate, MoMA en Whitney', Dance Research Journal, Vol. 46, nr. 3, december 2014
- 'Reconstruction Era: The Anachronic Time (s) of Installation Art', When Attitudes Become Form: Bern 1969 / Venice 2013, Progetto Prada Arte, Milan 2013.
- 'The Digital Divide: Contemporary Art and New Media', Artforum, september 2012.
- 'Delegated Performance: Outsourcing Authenticity', oktober, nr. 140, voorjaar 2012.
- 'The Social Turn: Collaboration and Its Disontents', Artforum, februari 2006.
- 'Antagonism and Relational Aesthetics', oktober, nr. 110, herfst 2004.

- Bibsys: 5043227
- Bibliothèque nationale de France: cb15047813x (data)
- CiNii: DA16234882
- Gemeinsame Normdatei: 140114874
- International Standard Name Identifier: 0000 0001 1740 5002
- Library of Congress Control Number: no2005067298
- Nationale Bibliotheek van Letland: 000162525
- Bibliotheek van het Japanse parlement: 001237072
- Nationale Bibliotheek van Tsjechië: jo2015871071
- Nationale Bibliotheek van Israël: 987007435331705171
- Nationale en Universitaire bibliotheek Zagreb: 000470718
- Nederlandse Thesaurus van Auteursnamen: 275420604
- Réseau des bibliothèques de Suisse occidentale: 02-A017481685
- Système universitaire de documentation: 097478091
- Virtual International Authority File: 7671613
- WorldCat: E39PBJxRwHP83kqwxDvbqcDTHC